# Dubleto

Representação esquemática de um dubleto acromático.

Em óptica, um dubleto é um conjunto de duas lentes dispostas em série. Os efeitos de cada lente se somam, conferindo ao conjunto características próprias, tais como distância focal e convergência. Esse tipo de lente é amplamente usado em lunetas e binóculos, já que minimiza a aberração cromática decorrente da dispersão da luz, que ocorre nos momentos de troca de meio de propagação - do ar para o vidro e do vidro para o ar.

## Cálculo da distância focal resultante
Sendo {\displaystyle f_{1}} e {\displaystyle f_{2}} as distâncias focais das componentes do dubleto, a distância focal {\displaystyle f} resultante é dada por
{\displaystyle {\frac {1}{f}}={\frac {1}{f_{1}}}+{\frac {1}{f_{2}}}}, o que equivale a {\displaystyle f'={\frac {f'_{1}f'_{2}}{f'_{1}+f'_{2}}}.}